# Luksemburščina
Luksemburščina je germanski jezik in eden od treh uradnih jezikov v Luksemburgu, poleg francoščine in nemščine. Je tudi eno izmed visokonemških narečij in sorodna z mozelsko frankovščino, ki jo govorijo v bližnjih regijah Nemčije. V svetu luksemburščina ima okoli 600.000 govorcev.